# Calle Gay (Nueva York)

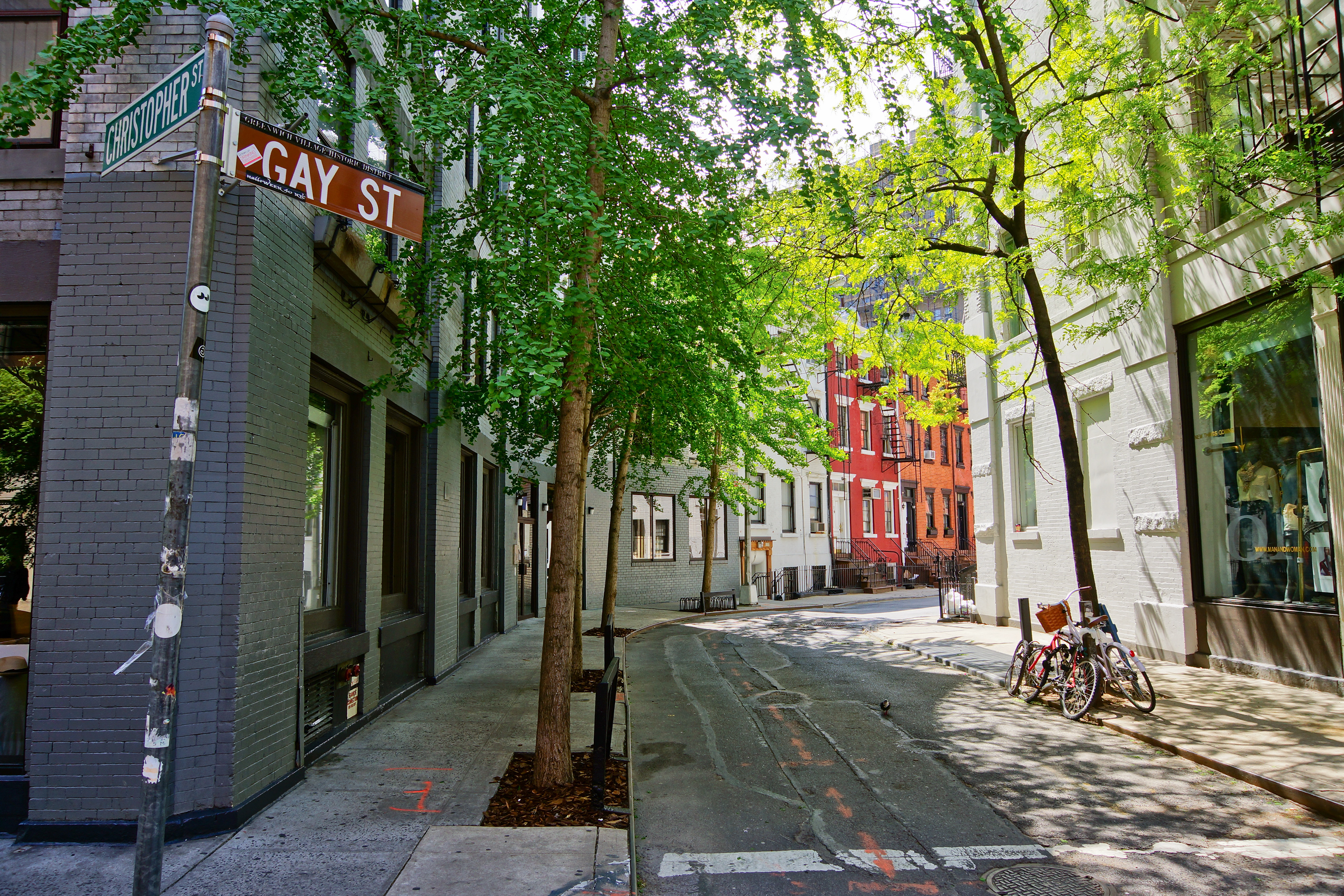
Vista hacia el sur

La calle Gay (en inglés: Gay Street) es una calle corta y angulada que recorre una cuadra en el barrio de Greenwich Village en el borough neyorquino de Manhattan. El nombre de la calle no se refiere al movimiento LGBT ni al carácter que con relación a él tiene Greenwich Village. Por el contrario, el nombre proviene de una familia apellidada Gay que era propietaria de los terrenos o vivió ahí en tiempos coloniales. Un periódico del 11 de mayo de 1775 contiene un anuncio clasificado en el que un tal "R. Gay", que vivía en el Bowery, ofrecía en venta un caballo capón.

Esta calle, originalmente un callejón de establo, fue probablemente nombrada por un anterior propietario y no por la sexualidad de algún habitante quienes coincidentemente residían en Greenwich Village, una comunidad predominantemente homosexual. Tampoco es verdad, como algunas veces se señala, que fue en honor de Sidney Howard Gay, editor del National Anti-Slavery Standard; él habría tenido 19 años cuando la calle fue bautizada en 1833. La errónea asociación con un abolicionista se debe probablemente a que los residentes de la calle eran predominantemente negros, muchos de ellos sirvientes de familias blancas ricas de Washington Square. Luego fue un barrio de músicos negros, dando a la calle una reputación bohemia.

Dado que en un tiempo fue demasiado angosta para ser calificada como una calle, la ciudad de Nueva York la ensanchó en 1833. Como resultado se construyeron en su lado oeste casas de estilo federal entre 1826-1833 mientras en el lado este, luego de una pausa causada por el pánico de 1837, las casas son de 1844-1860, con remanentes de estilo neogriego en los detalles de las puertas y ventanas. .
La calle se extiende por una cuadra entre Christopher Street al norte y Waverly Place al sur. Hace un recorrido más o menos paralelo a la Sexta y Séptima avenidas. Recorre el antiguo sitio de una cervecería que fuera propiedad de Wouter van Twiller, quien sucedió a Peter Minuit como gobernador de los Nuevos Países Bajos en 1633. El nombre apareció por primera vez oficialmente en las actas del Consejo Municipal de Nueva York del 23 de abril de 1827, que registra la queja de un inspector de salud contra una propiedad privada perteneciente a un tal A. S. Pell de Gay Street.
La película de 1943 A Night to Remember nuestra el 13 Gay Street como la dirección del edificio donde sucede toda la acción, incluyendo un asesinato. Las primeras vistas del video de Cyndi Lauper para su canción "Girls Just Want to Have Fun" fueron filmados en Gay Street en septiembre de 1983. En 1996, Sheryl Crow hizo un video en Gay Street para su canción "A Change Would Do You Good."
En Viernes Santo, 14 de abril del 2017, una persona sin identificar encadenó una cruz de madera a una cartel en la vereda de esta calle. Esta persona movió la cruz a dfierentes partes de la calle durante varios días. El 23 de abril, los residentes de la calle pintaron la cruz en colores brillantes del arco iris y añadió la palabra "Love," en la parte superior de la cruz.